# Jo Schrijnder
Josephus Alphonsus (Jo) Schrijnder (Druten, 22 maart 1894 – Amstelveen, 27 januari 1968) was een Nederlandse kunstschilder, wandschilder, beeldhouwer, grafisch ontwerper, glasschilder, boekbandontwerper, tekenaar en vervaardiger van mozaïeken. Tevens was hij burgemeester van enkele gemeenten in West-Friesland.

## Leven en werk
Schrijnder was werkzaam in Druten, Haaksbergen, Nijmegen, Voorhout, Grootebroek tot 1947 en daarna tot 1968 in Amstelveen. Hij was van 1924 tot 1946 burgemeester van Grootebroek en heeft in het raadhuis aldaar glasschilderingen ontworpen. In 1939 werd G.P. Haverkamp, burgemeester van Westwoud, tijdelijk uit zijn functie ontheven waarop Schrijnder tevens benoemd werd tot waarnemend burgemeester van Westwoud. Vervolgens was Haverkamp ziek en hervatte in oktober 1941 weer zijn werk.
Hij was autodidact en was naast kunstschilder ontwerper van affiches en boekbanden. Hij werkte voor de uitgeverijen A.W. Sijthoff, G.B. Van Goor en Foreholte. Schrijnder is vooral bekend om zijn schilderijen die betrekking hebben op de jacht, het jachtwild en wild in de natuur. Daarnaast schilderde hij portretten, stillevens en landschappen in impressionistische stijl. Hij was ook enige jaren illustrator van De Nederlandse Jager.
- web-pagina over leven en werk van J.A. Schrijnder

- Biografisch Portaal: 85104925
- Digitale Bibliotheek voor de Nederlandse Letteren: schr148
- Nederlandse Thesaurus van Auteursnamen: 067844693
- RKD-Nederlands Instituut voor Kunstgeschiedenis: 71213
- Virtual International Authority File: 284627802
- WorldCat: E39PBJgMv6cGvVT8BDRFQmxRrq